# TryghedsGruppen
TryghedsGruppen s.m.b.a. er et dansk kooperativ, der ejes af 1,4 mio. forsikringstagere i Tryg. Virksomheden ejer 47,6 % (2023) af aktierne i forsikringsselskabet Tryg. Virksomheden er også ejer af Trygfonden. De har mindre aktieposter i finesskæden Sats og i Falck. TryghedsGruppen udbetaler en del af sit overskud som en bonus til sine medlemmer.